# ملك أباد (غرمسار كرمان)
ملك أباد (بالفارسية: ملک‌آباد) هي منطقة سكنية تقع في إيران في قسم مردهك الریفي. يقدر عدد سكانها بـ 492 نسمة .